# Theatrophon

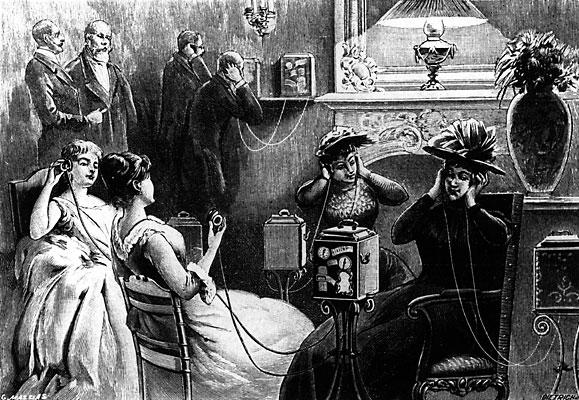
Zuhörer des Theatrophons an Münzapparaten, 1892

Das Theatrophon (franz.: Théâtrophone) war ein von Clément Ader entwickeltes System zur stereofonen Übertragung von Opern- und Theateraufführungen über ein Telefon bzw. die Leitungen eines Fernsprechnetzes.
Es wurde 1881 in Paris erstmals vorgestellt. Kommerziell betrieben wurde das Theatrophon in Paris von 1890 bis 1932, wobei das Angebot um die Übertragung von Gottesdiensten und das Verlesen aktueller Nachrichten erweitert wurde. Somit stellt das Theatrophon sowohl inhaltlich als auch technisch einen direkten Vorläufer des Hörfunks dar. Andere Anbieter übernahmen Technik und Vermarktungsmodell des Theatrophons. So wurde das System in Großbritannien ab 1895 unter dem Namen Electrophone vertrieben und war dort vor allem in den 1910er Jahren sehr erfolgreich. Es gilt als frühestes Beispiel der um die Jahrhundertwende populären Telefonzeitungen.

## Entwicklung des Theatrophons
Theater und Medientechnologie waren im 19. Jahrhundert eng verbunden. Zur Live-Berichterstattung über die Weltpremiere von Giacomo Meyerbeers Oper L’Africaine an der Pariser Oper wurde 1865 erstmals die Telegrafie eingesetzt: „Während der Aufführung gingen stündlich telegraphische Berichte über die Aufnahme des Werks in die europäischen Hauptstädte.“ Im Jahr 1878 wurde im schweizerischen Bellinzona eine Aufführung der Oper Don Pasquale über ein Telefon in einen zur Oper benachbarten Saal übertragen. Diese Art der Übertragung eignete sich nicht für längere Distanzen oder ein größeres Publikum.

### Technische Ausführung

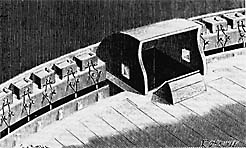
Zeichnung der in der Opéra Garnier installierten Mikrofone

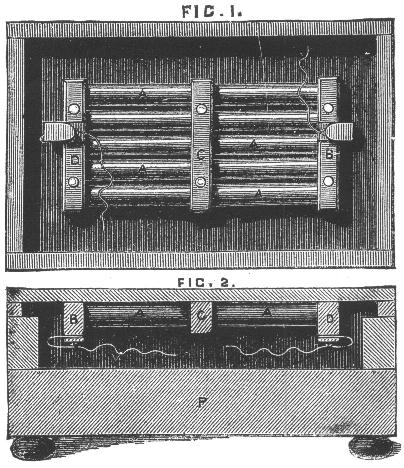
Zeichnung der von Ader eingesetzten Kohlemikrofone

Der entscheidende Schritt zur Nutzung des Telefons als Übertragungsmedium für öffentliche Vorführungen gelang dem französischen Erfinder Clément Ader. Ader ist heute vor allem für seine Pionierarbeiten in der Luftfahrt bekannt, er hatte aber schon früh ein Interesse an der Technik des Telefons. Er verbesserte mit dem Aderschen Fernsprecher das 1876 von Alexander Graham Bell vorgestellte Telefon, entwickelte ein besseres Kohlemikrofon und installierte 1880 die erste Telefonlinie in Paris.
Zur Ersten Internationalen Elektrizitätsausstellung im Jahr 1881 entwickelte Ader ein neues telefonisches System für die Übertragung von Konzerten oder Theateraufführungen über längere Distanzen. Als Kopfhörer setzte er den selbstentwickelten Fernsprecher mit Hufeisenmagnet und Induktionsspule ein, der die Empfindlichkeit und Verständlichkeit wesentlich erhöhte. Als Mikrofon war das Gerät ungeeignet, weil sich die durch Bewegung der Membran induzierte elektrische Spannung noch nicht verstärken ließ. Daher griff Ader auf das Kohlemikrofon zurück, das durch Änderung seines Widerstands eine angelegte Batteriespannung variiert. Seine Weiterentwicklung dieses Geräts war stets noch ein Kohlestabmikrofon wie der Hughes Fernsprecher, aber ausgerüstet mit mehreren Stäben.
Ader hatte 40 Mikrofone am Bühnenrand der Opéra Garnier installiert, die das Geschehen zum zwei Kilometer entfernt gelegenen Industriepalast (Palais de l'Industrie) an der Avenue des Champs-Élysées übertrugen, wo es in speziellen mit Hörmuscheln ausgestatteten Räumen gehört werden konnte. Zur Stromversorgung der Mikrofone setzte man zwei umschaltbare Leclanché-Elemente ein, von denen die eine Batterie jeweils nach 15 Minuten ersetzt wurde. Transformatoren sorgten für eine galvanische Trennung dieser Gleichstromkreise von den Telefonleitungen und eine Anpassung an deren Impedanz. Analog übertrug man mit 10 Mikrofonen Aufführungen der Comédie-Française. Jedes Mikrofon wurde mit acht Hörern in Reihenschaltung verbunden.
Für jeden Zuhörer standen zwei Hörmuscheln zur Verfügung, die mit zwei verschiedenen Mikrofonen verbunden waren. Weil das eine Mikrofon an der linken Bühnenhälfte und das andere an der rechten Bühnenhälfte stand, gelang eine Richtungslokalisation des Gehörten. Aders Demonstration war somit das erste Beispiel für eine binaurale Tonaufnahme. Technisch war die Installation der Mikrofone sehr anspruchsvoll. Die Aderschen Mikrofone drohten bei jedem lauten Auftreten auf der Bühne zu vibrieren, weshalb sie in Blei eingefasst waren und auf Gummibändern gelagert wurden. Bei der Platzierung der Orchester musste darauf geachtet werden, dass die Schlaginstrumente und Blechbläser nicht zu dicht bei den Mikrofonen standen. Die stets noch als Rampenlicht verwendeten Gasflammen störten die Mikrofone durch ihren Luftzug und die Schallbrechung aufgrund ihrer Hitze erheblich.

### Präsentation

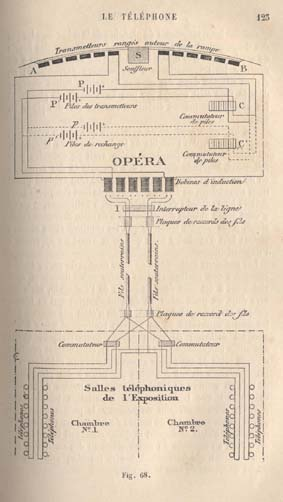
Schemazeichnung des Theatrophon-Prototyps

Das später Théâtrophone genannte System weihte am 9. August 1881 der französische Staatspräsident Jules Grévy ein. Es entwickelte sich während der Ausstellung schnell zu einem Publikumsrenner. Von August bis November 1881 wurde das Theatrophon an drei Abenden in der Woche der Öffentlichkeit präsentiert. Zeitgenössische Berichterstatter zeigten sich begeistert von der neuen Technik. Es galt als eine Sensation, dass man über das Theatrophon nicht nur das Orchester und die Schauspieler, sondern sogar die Reaktionen des Publikums und die Stimme des Souffleurs hören konnte. Zu den Benutzern der neuen Erfindung zählte der Schriftsteller Victor Hugo, der sich in einem Tagebucheintrag vom 11. November 1881 „verzückt“ von der Präsentation zeigte. Auch der Science-Fiction-Autor Albert Robida dürfte die Erfindung ausprobiert haben; so beschrieb er 1883 in seinem utopischen Roman Le Vingtième Siècle (Das Zwanzigste Jahrhundert) ein dem Theatrophon ähnelndes Bildübertragungssystem namens „téléphonoscope“.
Trotz der hohen Kosten für die Installation und den Betrieb der Anlage, die sich während der Präsentation in Paris auf 160.000 Franc summierten, wurde Aders Erfindung ein Jahr später auf der Internationalen Elektrizitätsausstellung in München installiert, um sie dem bayerischen König Ludwig II. vorzustellen. Auch die Internationale Elektrische Ausstellung 1883 in Wien präsentierte die Übertragung von Klängen aus der Wiener Staatsoper. Im Mai 1883 wurde eine Demonstrationsanlage im Pariser Musée Grévin eingerichtet, mit der sich Aufführungen des Varietés Eldorado verfolgen ließen. Darüber hinaus blieb die Nutzung des Theatrophons nur einem ausgewählten Personenkreis vorbehalten. Präsident Grévy ließ Leitungen von der Opéra, der Comédie-Française und dem Théâtre de l’Odéon zum Élysée-Palast legen. 1884 wurden Theatrophone versuchsweise in einem Münchner Theater sowie bei den Berliner Philharmonikern eingerichtet. Im selben Jahr installierte das Ministerium für Eisenbahn, Post und Telegrafie in Brüssel ein Theatrophon; dem belgischen Königspaar präsentierte man die neue Erfindung mit Übertragungen von Aufführungen der Rossini-Opern Wilhelm Tell und Der Barbier von Sevilla zu ihrer Sommerresidenz.
Ebenfalls 1884 wurde im Teatro Nacional de São Carlos in Lissabon ein Theatrophon installiert, damit König Ludwig eine Opernpremiere, bei der er nicht persönlich anwesend sein konnte, zumindest von seinem Palast aus hören konnte. Ein Jahr später bot das Teatro das Theatrophon erstmals auch Privatkunden an. In einem Abonnement wurden bis zu 90 Aufführungen übertragen.

## Erste kommerzielle Nutzung

### Paris

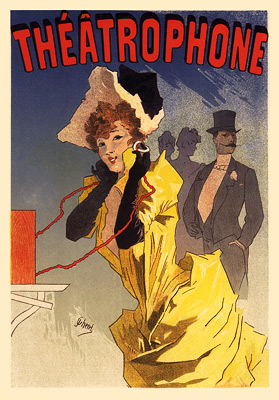
Théâtrophone, Werbeplakat von Jules Chéret von 1896

Nach dem erfolgreichen Betrieb der Demonstrationsanlage im Musée Grévin wurde das Theatrophon erneut einer breiteren Öffentlichkeit während einer internationalen Ausstellung präsentiert, diesmal bei der Pariser Weltausstellung von 1889. In deren Rahmen wurde das Theatrophon Thomas Alva Edison während eines Festbanketts vorgeführt, der selbst seinen verbesserten Phonographen auf der Weltausstellung vorgestellt hatte. Edison soll „entzückt“ über die neue Erfindung gewesen sein und empfohlen haben, sie sofort in New York einzuführen.

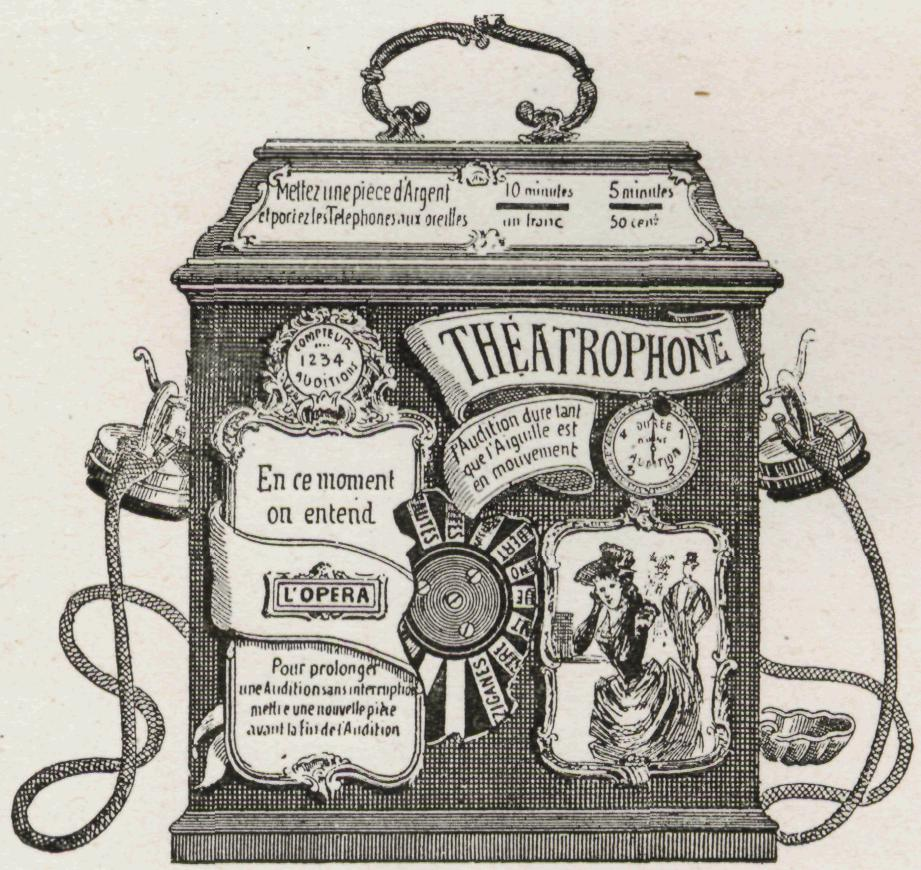
Münzbetriebenes Theatrophon

Zur weiteren Vermarktung des Theatrophons wurde 1890 die Compagnie du Théâtrophone gegründet. Die Unternehmer Marinovitch und Szarvady entwickelten münzbetriebene Empfangsgeräte, mit denen das Theatrophon kommerziell betrieben wurde. Bei Einwurf von 50 Centimes konnte das laufende Programm für 5 Minuten gehört werden, für 1 Franc war man 10 Minuten lang verbunden. Die ersten dieser Empfänger wurden am 26. Mai 1890 im Foyer des Pariser Théâtre des Nouveautés in Betrieb genommen. Weitere Geräte wurden in Hotels, Cafés und an anderen öffentlichen Plätzen installiert. Angeboten wurden Übertragungen aus mehreren Theatern und Opernhäusern, tagsüber konnte man die Darbietung eines elektrischen Klaviers hören. Zwischen den Veranstaltungen wurden für 5 Minuten aktuelle Nachrichten verlesen, weshalb das Theatrophon als frühestes Beispiel der um die Jahrhundertwende populären Telefonzeitungen betrachtet wird.
Die münzbetriebenen Theatrophone entsprachen technisch einem normalen Telefon, allerdings erfolgte die Verbindung über drei Leitungen. Zwei davon wurden für den stereofonen Empfang der Darbietungen genutzt, eine dritte diente zur Kommunikation zwischen dem Benutzer und dem Veranstalter. Durch die Bedienung eines Schalters konnte der Kunde die gewünschte Spielstätte auswählen, der Anfang der Aufführung wurde dann durch eine Signallampe angezeigt. Die Geräte waren tragbar, die Verbindung mit dem Leitungsnetz der Compagnie du Théâtrophone erfolgte durch den Anschluss an speziellen Steckdosen.

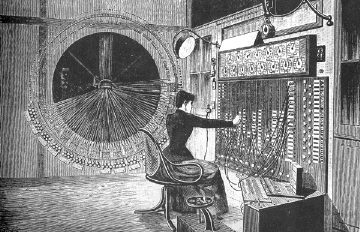
Vermittlungsstelle der Compagnie du Théâtrophone (um 1892)

Um regelmäßige Hörer zu gewinnen, wurden in vergünstigten Abonnements Jetons für die münzbetriebenen Theatrophone angeboten. Zusätzlich konnten auch Privathaushalte das Theatrophon nutzen; die jährlichen Gebühren von 180 Franc sowie die Nutzungsgebühren von 15 Franc pro Vorstellung waren so hoch, dass sich nur gehobene Bürgerschichten diese Investition erlauben konnten. Trotzdem konnte die Compagnie du Théâtrophone bis zum Jahr 1893 mehr als 1300 Abonnenten gewinnen. Bei den Anschlüssen in den Privathaushalten erfolgte die Verbindung zum gewünschten Veranstaltungsort durch Telefonistinnen in der zentralen Vermittlungsstelle der Compagnie du Théâtrophone, die in der Rue Louis-le-Grand eingerichtet wurde. Weil die Leistung vorerst nur durch Vermehrung der Mikrofone (und Batterien) gesteigert werden konnte, war die Anzahl der möglichen Zuhörer einer Aufführung durch die Anzahl der auf der Bühne installierten Mikrofone limitiert.

### Außerhalb Frankreichs
Schon 1887 wurde eine Pariser Opernaufführung nach Brüssel übertragen. In Belgien entwickelte sich ein dichtes Netz von Theatrophonen, so wurden über die Telefonleitungen Aufführungen von Brüssel bis nach Ostende übertragen. Die Übertragungen waren so populär, dass im Jahr 1899 Giuseppe Verdi ein Ausstrahlungsverbot seiner Oper Rigoletto erstritt. Ähnlich erfolgreich war 1887 die Einführung des Theatrophons in Schweden. Eine Demonstrationsanlage in Stockholm wurde stolz Staatsgästen wie dem sächsischen König Albert oder dem deutschen Kaiser Wilhelm II. vorgeführt. In den folgenden Jahren fanden die Musikübertragungen dank der raschen Verbreitung des Telefons in Stockholm ein immer größeres Publikum.

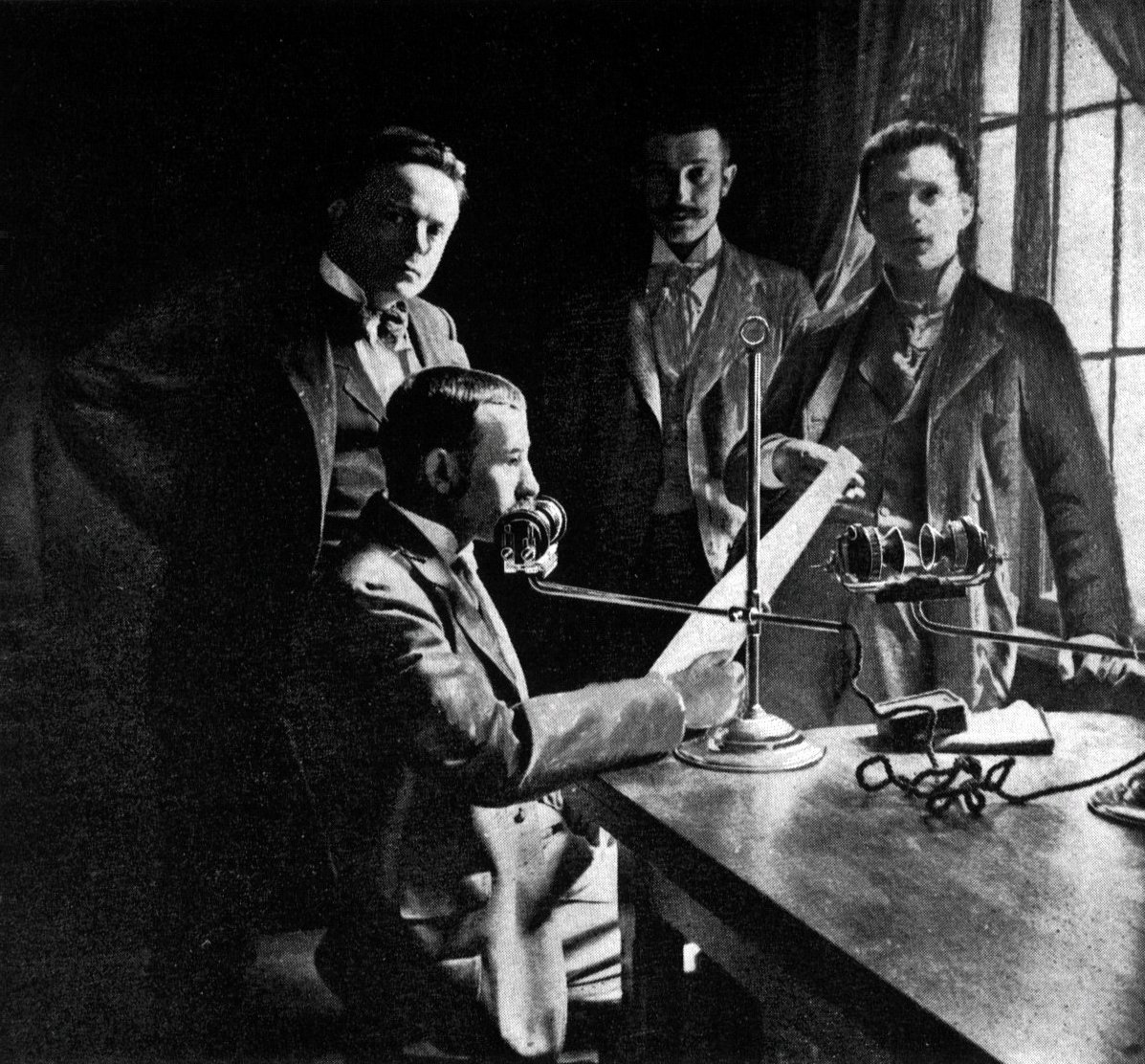
Nachrichtenleser des Telefon Hírmondó

In Deutschland und Österreich blieben die Theatrophone dagegen eine Kuriosität. Nach den ersten Versuchen in Berlin und München wurden in der Berliner Urania bis 1896 Konzerte der Berliner Philharmoniker übertragen. In Österreich wurde das Theatrophon im Rahmen der Wiener Musik- und Theaterausstellung 1892 in der Rotunde vorgestellt, fand danach aber keine kommerzielle Nutzung. Auch in den Vereinigten Staaten kam das Theatrophon nicht über das Versuchsstadium hinaus. In Budapest entwickelte Tivadar Puskás, der Anfang der 1880er Jahre am Aufbau des Pariser Telefonnetzes mitgewirkt hatte, mit dem Telefon Hírmondó eine eigene Übertragungstechnik, die auf dem Theatrophon beruhte. Telefon Hírmondó bot ab 1893 nicht nur Musikdarbietungen, sondern vor allem aktuelle Nachrichten, Börsenkurse und sonstige Wortprogramme an und entwickelte sich damit zur erfolgreichsten und langlebigsten Telefonzeitung.
In München wurde ab 1. Oktober 1924 versuchsweise eine Übertragung von Opernaufführungen über das Telefon eingerichtet (Telephon-Oper). Zur Teilnahme zugelassen wurden Inhaber von Fernsprech-Hauptanschlüssen im Anschlussbereich des Ortsnetzes München, Inhaber von öffentlichen Räumen mit zur vorübergehenden Vermietung an Dritte bestimmten Mithörvorrichtungen sowie Opernhörstuben. Die Post stellte hierfür den Fernsprechteilnehmern 2, 4, 6 oder 8 Doppelkopfhörer mietweise zur Verfügung. Die einmaligen Kosten betrugen je nach Anzahl der Doppelkopfhörer 30–75 Mark (entspricht heute etwa 150–380 EUR), die vierteljährlichen Gebühren 30–72 Mark.
Den größten Erfolg außerhalb Frankreichs hatte das Theatrophon in Großbritannien, wo es unter dem Namen Electrophone vermarktet wurde. 1891 wurde erstmals eine Pariser Opernaufführung bis nach London übertragen. Im selben Jahr wurden münzbetriebene Theatrophone im Londoner Savoy Hotel aufgestellt. 1892 installierte die Universal Telephone Company für den Theaterintendanten Augustus Harris je ein Theatrophon im Royal Opera House am Covent Garden und im Theatre Royal Drury Lane. Im Crystal Palace wurde eine Demonstrationsanlage eingerichtet, außerdem wurden Musikaufführungen von London bis nach Liverpool und Manchester übertragen.
Das große Publikumsinteresse an diesen Vorführungen führte 1895 zur Gründung der Electrophone Ltd, die Privatkunden die Installation einer Anlage in ihren Wohnungen für 5 £ bei einer jährlichen Gebühr von 10 £ anbot. Im Programm des Electrophones waren 18 Spielstätten, zusätzlich wurde sonntags die Übertragung von Gottesdiensten angeboten. Bis zur Jahrhundertwende hatte die Electrophone Ltd. 600 Abonnenten, unter ihnen Queen Victoria.
Theatrophon und Electrophone wurden zu einem Inbegriff der modernen Welt. Während der portugiesische Schriftsteller José Maria Eça de Queiroz in seinem postum veröffentlichten Roman Stadt und Gebirg noch im ironischen Ton schilderte, wie die feine Pariser Gesellschaft das Theatrophon zu ihrem Vergnügen nutzte, beschrieb Jules Verne in seinem utopischen Roman Die Propellerinsel von 1895, wie mit Hilfe des Theatrophons Konzerte über Seekabel zu einer von Milliardären bewohnten schwimmenden Stadt übertragen werden. Die britische Schriftstellerin Ouida beschrieb in ihrer 1897 veröffentlichten Erzählung The Massarenes einen Charakter als „eine moderne Frau von Welt. So teuer wie ein Panzerschiff und so kompliziert wie ein Theatrophon.“

## Das Theatrophon Anfang des 20. Jahrhunderts

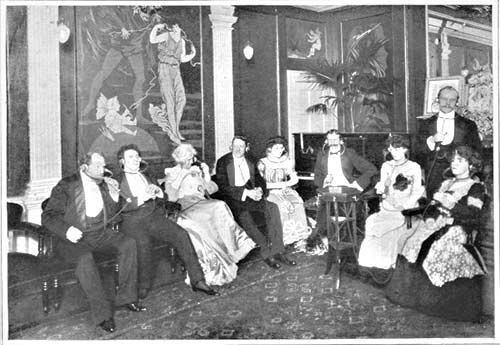
Electrophone-Salon in London, um 1901

Mit dem Ausbau des staatlichen Telefonnetzes wuchs auch die Zahl der Nutzer des Theatrophons. Es wurde möglich, die Übertragungen der Compagnie du Théâtrophone ohne zusätzliches Empfangsgerät über das normale Telefon gegen eine geringe Lizenzgebühr zu hören, allerdings war dabei kein stereofoner Empfang mehr möglich. Haushalte, die nur einen Telefonanschluss besaßen, konnten während der Übertragung des Theatrophons keine Telefonanrufe entgegennehmen.
Der Schweizer Fabrikant E. Paillard nannte sein exklusives Modell eines Phonographen 1899 „Théâtrophone“. Nachdem sich zu Beginn des 20. Jahrhunderts das Grammophon als neues Unterhaltungsmedium durchgesetzt hatte, wurden die Hörer des Theatrophons zunehmend anspruchsvoller. Ein großes Manko war die fehlende Möglichkeit einer Verstärkung. Die Elektronenröhre war erst im Versuchsstadium. Die ersten mechanischen Telefonverstärker wie das 1910 eingeführte Brownsche Relais schalteten gleichsam ein weiteres Kohlemikrofon in die Leitung, wodurch die Verzerrung des Signals und das typische Rauschen für Musikübertragungen zu groß wurden. So schrieb der Schriftsteller Marcel Proust, der seit 1911 Abonnent des Theatrophons war, dass er einmal wegen der schlechten Tonqualität das unruhige Theaterpublikum in einer Pause mit einem Musikstück verwechselt habe. Andererseits begeisterte ihn eine über das Theatrophon verfolgte Aufführung von Claude Debussys Oper Pelléas et Mélisande so sehr, dass Proust dieses Werk seinen Bekannten weiterempfahl.
Zur Gewinnung neuer Kunden wurden sowohl in Frankreich als auch in Großbritannien spektakuläre Aktionen durchgeführt. Am 21. Mai 1913 wurde in London eine Aufführung von Wagners Tristan und Isolde aus der Pariser Opéra übertragen, während gleichzeitig das Programm des Londoner Alhambra Theatre nach Paris überspielt wurde. Vor allem in London sorgte dieses Ereignis für Aufsehen und hatte somit den gewünschten Effekt. Die Zahl der Abonnenten stieg auf über 2000 und nahm noch weiter zu, als nach Ausbruch des Ersten Weltkriegs Tausende ihre normalen Telefonanschlüsse kündigten und stattdessen das Electrophone nutzten, um am „heimischen Kamin“ dem Programm der Music Halls zu lauschen. Auch den britischen Frontsoldaten war das Prinzip des Electrophones vertraut, so berichtete die Times im Dezember 1914, dass sich die Soldaten in den Schützengräben an Grammophonaufnahmen erfreuten, die über eine Distanz von 8 Meilen mit Hilfe des Feldtelefons übertragen wurden.
In Frankreich blieb das Interesse am Theatrophon ebenfalls unvermindert hoch. Das Hotel Wagram ließ 1914 in allen Zimmern Theatrophone einbauen. Trotz der Verwendung immer empfindlicherer Mikrofone stieß die Compagnie du Théâtrophone bald an die Grenzen ihrer Kapazität. Die Zahl der Abonnenten musste begrenzt werden, da Anzahl und Leistung der auf den Bühnen einsetzbaren Mikrofone nicht mehr ausreichten, um die Nachfrage zu erfüllen. Erst nach 1923 wurde durch weitere technische Verbesserungen die Zahl der Teilnehmer, die gleichzeitig eine Aufführung mithören konnten, deutlich erhöht. Die ersten Röhrenverstärker erlaubten eine Erhöhung der Leistung, ohne die Mikrofone zu vermehren. Bis 1930 wurden die Kopfhörer zunehmend durch Lautsprecher ersetzt, sodass mehr als 300 Zuhörer gleichzeitig mit einer einzigen Opernaufführung verbunden werden konnten.

## Konkurrenz durch den Hörfunk

Zeitungsanzeige für das Theatrophon von 1927

Die hohe Popularität des Theatrophons Ende der 1920er Jahre war insofern überraschend, als in Paris seit 1921 regelmäßige Hörfunkprogramme ausgestrahlt wurden. In London sah die Situation anders aus. Während die ersten Sendungen der 1920 in Betrieb genommenen Marconi-Station aufgrund der regelmäßigen Senderausfälle keine Konkurrenz für das Electrophone waren, entstand mit Gründung der BBC Ende 1922 ein ernsthafter Gegner.
Schon 1910 hatte der US-amerikanische Erfinder Lee De Forest Versuche unternommen, in Anlehnung an das Theatrophon Opernaufführungen aus der Metropolitan Opera drahtlos zu übertragen. Die Qualität der Übertragung war aber noch enttäuschend, da damals Detektorempfänger üblich waren, die schwer einzustellen waren und geringe Trennschärfe besaßen. Erst mit Einführung der leistungsfähigen Audionempfänger Ende der 1910er Jahre konnten Musikprogramme in akzeptabler Qualität übertragen werden. Als am 8. Januar 1923 erstmals in London eine Opernaufführung im Radio übertragen wurde, reagierte die Electrophone Ltd gelassen, da man davon ausging, dass noch eine lange Zeit vergehen würde, bis der Hörfunk die technische Brillanz des Electrophones erreichen könnte. Tatsächlich kam das Ende des Electrophones innerhalb von zwei Jahren; am 30. Juni 1925 wurde der Betrieb eingestellt.
In anderen Ländern hatte sich die Übertragung von Musik über das Telefon mit unterschiedlichem Erfolg durchgesetzt, wurde aber ebenfalls nach und nach durch das Radio verdrängt (siehe Geschichte des Hörfunks). In verschiedenen europäischen Ländern wurden unter dem Namen Pathéphone Salons eingerichtet, in denen Musikaufnahmen von Schallplatten über Telefonleitungen angeboten wurden. In den Vereinigten Staaten existierte ab 1910 ein ähnliches System mit Phonograph-Aufnahmen. Zwei Jahre später wurde in den Vereinigten Staaten in Anlehnung an das ungarische Telefon Hírmondó mit dem New Jersey Telephone Herald eine eigene Telefonzeitung gegründet, die aber nur von kurzer Lebensdauer war. In Italien wurde schon im Jahr 1910 die Telefonzeitung l'Araldo Telefonico gegründet, die 1922 vom Telefon zur drahtlosen Übermittlung wechselte und später in der RAI aufging. In Schweden waren zu Beginn des 20. Jahrhunderts Musikübertragungen über das normale Telefonnetz sehr beliebt, so verfolgten im Jahr 1915 rund 10.000 Stockholmer gleichzeitig ein Konzert zum schwedischen Kindertag über das Telefon. Bis 1925 fanden weiterhin regelmäßige Übertragungen statt, danach übernahm das Radio diese Funktion.
In Paris hielt sich das Theatrophon sieben Jahre länger. Weitere Verbesserungen am Lautsprechersystem sorgten dafür, dass es mit der Entwicklung des Hörfunks Schritt halten konnte und beide Systeme parallel existierten. Tatsächlich verwendete man beim Hörfunk in dessen Anfangsjahren die gleiche Technik zur Aufnahme von Liveveranstaltungen wie beim Theatrophon. Und noch 1930 zeigte sich der Präsident der Compagnie du Théâtrophone davon überzeugt, dass das Theatrophon die einfachste und verlässlichste Technik zur Übertragung von Tönen sei. Doch die Unabhängigkeit des Hörfunks von festen Leitungen bei der Übertragung sollte letztlich entscheidend sein, und mit dem Tonfilm kam eine Konkurrenz auf, die dem Publikum zum Ton auch die Bilder lieferte. Außerdem musste die Gesellschaft mittlerweile so hohe Urheberrechtsabgaben an die SACEM zahlen, dass sie nicht mehr konkurrenzfähig war. Zum Ende des Jahres 1932 musste sich die Compagnie du Théâtrophone geschlagen geben und beendete wie zuvor die Electrophone Ltd. ihren Dienst.

## Ähnliche Technologien in der Nachfolge
Das ungarische Telefon Hírmondó blieb als telefonbasiertes Informations- und Unterhaltungsmedium nach dem Durchbruch des Hörfunks für längere Zeit bestehen; das Programm dieser Telefonzeitung wurde bis in die 1940er Jahre fortgesetzt. In der Schweiz wurde der Telefonrundspruch ab 1931 zur Versorgung der Bergregionen mit Radioprogrammen eingesetzt. Als technische Verbesserung wurde die Niederfrequenzübertragung 1940 durch Hochfrequenzübertragung (Drahtfunk über Langwelle) ersetzt. Damit konnten Radioprogramme parallel zu den Telefongesprächen über dieselbe Leitung empfangen werden. Erst die Einführung von ISDN und ADSL setzte dieser Technologie ein Ende. In Deutschland war der Drahtfunk während und kurz nach dem Zweiten Weltkrieg verbreitet, in Italien war er als Filodiffusione noch bis 2023 in Gebrauch.
Auch wenn die Technik des Theatrophons schnell in Vergessenheit geriet, blieben die Idee dieses Vertriebsweges für Unterhaltungsprogramme sowie deren Vermarktung lange präsent. Das Theatrophon hatte als erstes Medium das wirtschaftliche Potenzial des Home Entertainments aufgezeigt. In einigen Krankenhäusern werden auch heute noch Gottesdienste über das Haustelefon angeboten, und heutige Medienwissenschaftler sehen in den Musikdownloads die Vision von Clément Ader verwirklicht.
Direktübertragung von Theateraufführungen gehörte auch im deutschsprachigen Raum zur Frühgeschichte des Hörfunks ebenso wie des Fernsehens. Seitdem sich diese Medien vom Mittel der Aufmerksamkeit zum Zweck der Aufmerksamkeit emanzipiert haben, wird die Sendung von Theatervorstellungen ohne „mediengerechte“ Aufbereitung vermieden.
Die Tradition des Theatrophons wurde 2005 mit dem Kunstprojekt Dial-a-Diva wiederbelebt, in dem weltweit musikalische Darbietungen über das Telefon angeboten wurden. Das Projekt ist Teil des Kunstprogramms Stavanger 08 der Europäischen Kulturhauptstadt Stavanger im Jahr 2008. Auch das Lissaboner Teatro Nacional de São Carlos besann sich auf seine Tradition, indem es die Opernpremiere Das Märchen von Emmanuel Nunes im Januar 2008 live in 14 portugiesische Theater und Kinos übertragen ließ. Die Bayreuther Festspiele übertrugen im Juli 2008 eine Aufführung als Livestream im Internet mit dem Slogan: „Richard Wagners Vision wird Realität.“